# Han Kvangszong
Han Kvangszong (hangul: 한광성, handzsa: 韓光成, RR: Han Kwang-song; Phenjan (Pyongyang), 1998. szeptember 11. –) észak-koreai válogatott labdarúgó, az észak-koreai élvonalban szereplő 4.25 Sportegyesület játékosa.

## Korai évek
1998. szeptember 11-én született Észak-Korea fővárosában, Phenjan (Pyongyang)ban, és egy munkáscsaládban nőtt fel. A labdarúgás iránti korai érdeklődésének köszönhetően a Phenjani Nemzetközi Labdarúgó Iskolában (angolul: Pyongyang International Football School) tanult, egy ifjúsági akadémián, amely évente 200 feltörekvő labdarúgót fogad. Tagja volt annak az észak-koreai kormány által támogatott sportolói programnak, amely lehetőséget biztosított a játékosoknak, hogy külföldön folytassák képzésüket.
Labdarúgó-pályafutása 2013-ban kezdődött, amikor az észak-koreai U16-os válogatottal európai edzőtáborban vett részt, amelynek célja a fiatal játékosok számára legmegfelelőbb akadémiák felkutatása volt. 2013 őszén Barcelonába utazott, ahol a Marcet Akadémián (más néven Centro Europeo de Tecnofutbol) edzett. Rövid spanyolországi tartózkodása alatt Han és csapattársai olyan edzéseken vettek részt, amelyek a mentalitásuk fejlesztését és tehetségük csiszolását célozták, mielőtt elutaztak volna Thaiföldre az U16-os Ázsia-bajnokságra.
A következő évben, 2014-ben hazatért a Csobjong (Chobyong)-hoz, majd csatlakozott a perugiai ISM Akadémiához, amely diákvízumot biztosított számára, és lehetővé tette, hogy Olaszországba költözzön. A FIFA kiskorú játékosokra vonatkozó szabályai miatt azonban nem igazolhatott egyetlen olasz klubhoz sem, ezáltal nem léphetett pályára hivatalos mérkőzéseken, így Perugiában töltött ideje elsősorban edzésekre, próbajátékokra és az olasz nyelv elsajátítására korlátozódott. Ebben az időszakban Mauro Costorella, az akadémia egyik edzője felismerte Han tehetségét, mentorálta őt, és a két év során lakhatást is biztosított számára.
Han iránt csak 2017-ben, 18. születésnapja után kezdtek komoly érdeklődést mutatni európai klubok, köztük a Liverpool és a Manchester City. Végül találkozott a Liverpool vezető játékosmegfigyelőjével, Barry Hunterrel, aki egy bemutatkozó beszélgetés során Steven Gerrarddal való találkozás lehetőségével próbálta meggyőzni, ám sikertelenül, mivel Han korábban sosem hallott róla. Végül az olaszországi lehetőség mellett döntött, és elfogadta a Cagliari nyolchetes próbajátékra szóló ajánlatát, miután ügynöke, Sandro Stemperini és az ISM Academy sportigazgatója, Stefano Capozucca is ezt tanácsolta neki.

## Pályafutása

### Klubcsapatokban

#### Cagliari
2017. március 10-én Han Kvangszong (Han Kwang-song) ifjúsági szerződést kötött a Cagliarival, és csatlakozott a klub Primavera csapatához. Ezzel ő lett az első ázsiai és egyben első észak-koreai játékos a klub történetében. Han a második észak-koreai labdarúgó lett, aki szerződést kapott egy Serie A-s csapattól, Cshö Szunghjok (Choe Song-hyok) után, aki egy évvel korábban a Fiorentinához igazolt.
Kezdetben Han a képzéshez szükséges minimális szövetségi jövedelmet kereste, amely havi 1500 eurót tett ki, és amelyet kötelezően a saját bankszámlájára kellett utalni. Az olasz parlament aggodalmát fejezte ki a pénz felhasználása kapcsán, mivel felmerült a gyanú, hogy a külföldön dolgozó észak-koreai munkavállalók fizetésének jelentős részét közvetlenül az észak-koreai rezsimhez irányítják. Azonban Han esetében akkoriban nem történt intézkedés.
Első napján a Cagliarihoz való megérkezése után Han mesterhármast szerzett egy edzőmérkőzésen, amellyel lenyűgözte a szakmai stábot, akik ezt követően az első csapathoz való felkerüléséről döntöttek. Ezután még három mérkőzésen pályára lépett az U19-es csapatban a Torneo di Viareggio során, mielőtt április 2-án debütált volna a felnőttek között. A Palermo elleni 3–1-es győzelem alkalmával az utolsó négy percben kapott lehetőséget, ezzel ő lett az első észak-koreai labdarúgó, aki pályára lépett a Serie A-ban. Egy héttel később, második mérkőzésén megszerezte első gólját a klub színeiben, amikor a Torino elleni idegenbeli találkozón a 95. percben Joe Hart kapujába talált, bár csapata 3–2-es vereséget szenvedett. Ezzel ő lett az első észak-koreai játékos lett, aki gólt szerzett a Serie A-ban. Ígéretes kezdésének eredményeként négy nappal később szerződést hosszabbított, és 2022-ig szóló első profi megállapodását írta alá a Cagliarival, amely 2017. július 1-jén lépett volna életbe.

#### 2017–2020: Kölcsönben a Perugiában és a Juventus U23-ban
2017. augusztus 7-én kölcsönadták a Serie B-ben szereplő Perugia csapatának. A Benevento elleni olasz kupamérkőzésen debütált a klub színeiben, amelyet a Perugia 4–0-ra nyert meg. 2017. augusztus 27-én a Virtus Entella elleni 5–1-es győzelem alkalmával mesterhármast szerzett. A 2017–18-as szezonban 17 bajnoki mérkőzésen hét gólt szerzett a Perugia színeiben, majd 2018. február 1-jén visszatért a Cagliarihoz.
Február 27-én mutatkozott be a Serie A-ban és a Cagliari kezdőcsapatában is egyaránt a Napoli elleni hazai mérkőzésen, amelyet csapata 5–0-ra elveszített. A 2017–2018-as szezonban hét bajnoki mérkőzésen lépett pályára. 2018. augusztus 15-én másodszor is kölcsönbe került a Perugiához. Kezdetben sérülés miatt nem játszhatott, de később az Ascoli elleni 3–0-s idegenbeli győzelem során megszerezte első szezonbeli gólját. A 2018–2019-es idényt 20 bajnoki mérkőzésen szerzett négy góllal zárta.
2019. szeptember 2-án, az átigazolási időszak utolsó napján kétéves kölcsönszerződéssel a Juventushoz igazolt a Cagliaritól, a megállapodás végén pedig a torinói klubnak vételi kötelezettsége volt. Torinói időszaka alatt a Juventus U23-as csapatában szerepelt. Október 26-án bekerült az első csapat keretébe a Lecce elleni Serie A mérkőzésre, ezzel ő lett az első ázsiai játékos, aki a Juventus felnőttcsapatának nevezett keretébe bekerült. November 6-án büntetőből szerezte meg csapata győztes gólját az Alessandria elleni 1–0-s siker alkalmával a Coppa Italia Serie C küzdelmeiben. Ez volt az egyetlen gólja a Juventus U23 színeiben, ahol 20 mérkőzésen két gólpasszt is jegyzett.

#### Al-Duhail
2020. január 2-án a Juventus 3,5 millió euróért megvásárolta Hant a Cagliaritól, majd hat nappal később 7 millió euróért eladta a katari Al-Duhail-nak. Január 10-én mutatkozott be új csapatában a Qatar Cup elődöntőjében, ahol az Esz-Szaílija elleni 2–0-s győzelem során a 83. percben Edmilson Junior helyére állt be. A döntőt egy héttel később, január 17-én 4–0-ra elvesztették az Asz-Szadd al-Katari ellen. Január 24-én debütált a katari első osztályban, az Al-Arabi elleni 3–1-es győzelem alkalmával.
Első gólját az Al-Duhail színeiben február 6-án szerezte a Katari Kupa negyeddöntőjében, ahol csapatával 4–0-ra győzedelmeskedtek a Muaither ellen. Február 11-én bemutatkozott az Ázsiai Bajnokok Ligájában a Persepolis ellen, ahol 2–0-s győzelmet arattak. Első bajnoki gólját február 22-én szerezte, amikor az Al-Wakrah ellen talált be. A következő két mérkőzésen, február 27-én és március 7-én is eredményes volt, az Al-Shahania és az Esz-Szaílija ellen egyaránt gólt szerzett.
Han 10 bajnoki mérkőzésen három gólt szerzett, hozzájárulva csapata bajnoki címéhez. Emellett két Ázsiai Bajnokok Ligája mérkőzésen is pályára lépett. Bár egy katari bankkal kötött szerződést, amely megakadályozta, hogy pénzt utaljon Észak-Koreába, az Al-Duhail 2021-ben kénytelen volt felbontani a szerződését az Észak-Korea elleni szankciók miatt, amelyek tiltják, hogy észak-koreai állampolgárok külföldön dolgozzanak.

#### 4.25 Sportegyesület
2024. március 19-én a Csoszon Sinbo japán újság nyilvánosságra hozta, hogy Han az észak-koreai élvonalban szereplő 4.25 Sportegyesületben játszik.

### A válogatottban

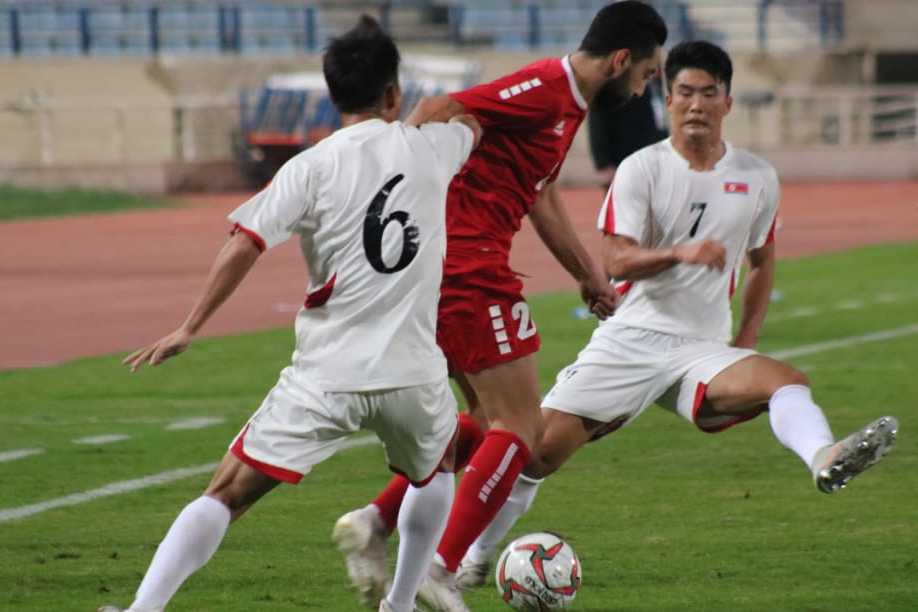
Han (jobbra) Észak-Korea színeiben, a Libanon elleni 2022-es világbajnoki selejtezőn.

Az észak-koreai U16-os válogatottal megnyerte a 2014 szeptemberében Thaiföldön megrendezett U16-os Ázsia-bajnokságot. Négy gólt szerzett a tornán, köztük az egyenlítő gólt a döntőben, amelyet Észak-Korea 2–1-re nyert meg a rivális Dél-Korea ellen.
2017. június 6-án bemutatkozott az észak-koreai felnőtt válogatottban, egy Katar elleni barátságos mérkőzésen. Részt vett a 2019-es Ázsia-kupa selejtezőjében, és segített Észak-Koreának a tornára való kijutásban. Han bekerült a korosztályos válogatott végleges keretébe, és pályára lépett Szaúd-Arábia ellen – amely mérkőzésen kiállították –, valamint Libanon ellen a csoportkörben. Első válogatottbeli gólját 2019. november 14-én szerezte Türkmenisztán ellen, a 2022-es világbajnoki selejtezők során.
Az észak-koreai Covid19-koronavírus-járvány korlátozások miatt a válogatott a 2022-es világbajnoki selejtezők után nem játszott mérkőzést egészen a 2026-os selejtezőkig. Kezdőként lépett pályára csapata első mérkőzésén, amelyen 1–0-s vereséget szenvedtek Szíria ellen. A második selejtezőmérkőzésen Mianmar ellen 6–1-es győzelmet arattak, ahol Han egy gólt szerzett és egy gólpasszt is adott.

## Játékstílusa
Han kétlábas játékos, akinek fő erősségei a cselezőkészsége, a gólszerzési érzéke és a játék átlátása.

## Magánélete
Han az észak-koreai kormány politikájának van alárendelve; nem adhat interjúkat. Egy időben azt állították, hogy fizetése nagy részét a kormánynak utalta, azonban Han utolsó külföldi klubjánál, a katari Al-Duhail-nál aláírt egy olyan szerződést, amely megtiltotta számára, hogy pénzt küldjön Észak-Koreába. Az Egyesült Nemzetek Szervezetének (ENSZ) szankciói – amelyek megtiltják, hogy észak-koreai állampolgárok külföldön dolgozzanak az ország nukleáris programja miatt – 2021 óta ellehetetlenítették, hogy Han külföldön játsszon. A Juventusból az Al-Duhail csapatába való átigazolását az ENSZ a nemzetközi szankciók megsértésének minősítette, ezért szerződését felbontották. Vissza kellett volna térnie Észak-Koreába, azonban az ország Covid19-koronavírus-járvány korlátozásai miatt Kína észak-koreai nagykövetségén rekedt, ahol saját magát edzette évekig, An Jonghak (An Yong-hak) korábbi észak-koreai válogatott játékos beszámolója szerint. Pályára lépett a 2026-os világbajnoki selejtezőn Szíria ellen, ami az első mérkőzése volt hosszú kihagyás után.

## Statisztika

### Klubcsapatokban
2020. augusztus 21-i állapot szerint.
| Klub                 | Szezon           | Bajnokság          | Bajnokság | Bajnokság | Kupa  | Kupa  | Nemzetközi | Nemzetközi | Egyéb | Egyéb | Összes | Összes |
| Klub                 | Szezon           | Liga               | Mérk.     | Gólok     | Mérk. | Gólok | Mérk.      | Gólok      | Mérk. | Gólok | Mérk.  | Gólok  |
| -------------------- | ---------------- | ------------------ | --------- | --------- | ----- | ----- | ---------- | ---------- | ----- | ----- | ------ | ------ |
| Tecnofutbol          | 2013–14          | 1ª Catalana        | 14        | 3         | —     | —     | —          | —          | —     | —     | 14     | 3      |
| Cagliari             | 2016–17          | Serie A            | 5         | 1         | 0     | 0     | —          | —          | —     | —     | 5      | 1      |
| Cagliari             | 2017–18          | Serie A            | 7         | 0         | 0     | 0     | —          | —          | —     | —     | 7      | 0      |
| Cagliari             | Összesen         | Összesen           | 12        | 1         | 0     | 0     | —          | —          | —     | —     | 12     | 1      |
| Perugia (kölcsönben) | 2017–18          | Serie B            | 17        | 7         | 2     | 0     | —          | —          | —     | —     | 19     | 7      |
| Perugia (kölcsönben) | 2018–19          | Serie B            | 19        | 4         | 0     | 0     | —          | —          | 1     | 0     | 20     | 4      |
| Perugia (kölcsönben) | Összesen         | Összesen           | 36        | 11        | 2     | 0     | —          | —          | 1     | 0     | 39     | 11     |
| Juventus U23         | 2019–20          | Serie C            | 17        | 0         | —     | —     | —          | —          | 3     | 1     | 20     | 1      |
| Al-Duhail            | 2019–20          | Qatar Stars League | 10        | 3         | 2     | 2     | 2          | 0          | 2     | 0     | 16     | 5      |
| Karrier összesen     | Karrier összesen | Karrier összesen   | 89        | 18        | 4     | 2     | 2          | 0          | 6     | 1     | 101    | 21     |

Jegyzetek
1. ↑  Magában foglalja az Olasz Kupában és a Katari Kupában való pályára lépéseit.
2. ↑  Mérkőzése(i) a Serie B rájátszásban
3. ↑  Mérkőzése(i) a Coppa Italia Serie C-ben
4. ↑  Mérkőzése(i) az AFC-bajnokok ligájában
5. ↑  Mérkőzése(i) a Qatar Cup-ban

### A válogatottban
2025. január 30-i állapot szerint.
| Észak-Korea | Észak-Korea | Észak-Korea |
| Év          | Mérk.       | Gólok       |
| ----------- | ----------- | ----------- |
| 2017        | 2           | 0           |
| 2018        | 1           | 0           |
| 2019        | 7           | 1           |
| 2023        | 2           | 1           |
| 2024        | 9           | 0           |
| Összesen    | 21          | 2           |

#### Góljai az észak-koreai válogatottban
2025. január 30-i állapot szerint.
 megjegyzés Az eredmények az észak-koreai válogatott szemszögéből értendők.
| #  | Dátum              | Ellenfél      | Eredmény | Kiírás       | Esemény |
| -- | ------------------ | ------------- | -------- | ------------ | ------- |
| 1. | 2019. november 14. | Türkmenisztán | 1 – 3    | Vb-selejtező | 90+3'   |
| 2. | 2023. november 21. | Mianmar       | 6 – 1    | Vb-selejtező | 38' 68' |

## Sikerei, díjai

### Klubcsapatokban
Al-Duhail
- Katari bajnok: 2019–20[45]
- Qatar Cup ezüstérmes: 2020[39]

### A válogatottban
Észak-Korea U16
- U16-os Ázsia-bajnokság-győztes: 2014[64]

## Fordítás
- Ez a szócikk részben vagy egészben  a   Han Kwang-song című angol Wikipédia-szócikk ezen változatának fordításán alapul.  Az eredeti cikk szerkesztőit annak laptörténete sorolja fel. Ez a jelzés csupán a megfogalmazás eredetét és a szerzői jogokat jelzi, nem szolgál a cikkben szereplő információk forrásmegjelöléseként.